# جنيد محمد عبد الكريم الكسنزان
جنيد محمد عبد الكريم عبد القادر الكسنزان سياسي عراقي من مواليد عام 1978، حاصل على شهادة البكالوريا، شغل منصب عضو في مجلس النواب العراقي عن محافظة الانبار في دورته الثالثة (2014-2018).